# Чун, Ник
Не следует путать с другими обладателями того же имени в китайском и «европейском» вариантах в гонконгском кинематографе:
актёром и монтажёром Чун Кафаем (обладателем ряда номинаций и премий за лучший монтаж)
и актёром и постановщиком боя Ником Чун Ликом.
Ник Чун или Чун Кафай (англ. Nick Cheung Ka Fai, иер. трад. 張家輝, упр. 张家辉, йель: Jēung Gā Fāi; род. 2 декабря 1964 год) — гонконгский режиссёр, актёр кино, телевидения, радио и театра, а также певец стиля Cantopop, лауреат ряда теле-, радио- и кинопремий.

## Биография и карьера
Чун Кафай родился 2 декабря 1964 года в Гонконге в семье родом из Гуанчжоу.
В молодости окончил полицейский колледж и полицейскую академию и в течение 5 лет служил инспектором гонконгской полиции, однако ушел оттуда, когда получил отказ на своё прошение о направлении на повышение квалификации и перевод в следователи. Через два года после этого он устраивается в киностудию Дэнни Ли, у которого вначале подрабатывает в составе съёмочной бригады, а потом начинает и сниматься.
Параллельно Ник Чун начинает сниматься и на телевидении, вначале на телестудии ATV, перейдя впоследствии к её основному конкуренту TVB.
Ещё продолжая работать на ATV, Чун стал встречаться с актрисой Эстер Кван. 8 ноября 2004 года пара поженилась в Австралии; их дочь Бриттани Чун (張童) родилась 24 января 2006 года.

## Фильмография

### Кинофильмы
| Год  | Китайское название    | Транскрипция                         | Английское название    | Русское название                                     | Роли                   |
| ---- | --------------------- | ------------------------------------ | ---------------------- | ---------------------------------------------------- | ---------------------- |
| 1989 | 壯志雄心              | Zong3 zi3 hung4 sam1                 | Thank You, Sir         | Спасибо, сэр / Смелые дерзания                       | Чун Кафай              |
| 1989 | 神行太保              | San hang taai3 bou2                  | News Attack            |                                                      | полицейский на станции |
| 1990 | 風雨同路              | Fung jyu tung4 lou6                  | Unmatchable Match      | Несовместимая парочка / букв. Дорога в дождь и ветер |                        |
| 1990 | 朋黨 / 鐵血騎警II朋黨 | Pang4 dong2                          | Against AllII          | Вопреки всему                                        | Чун Кафай / Стив       |
| 1990 | 摩登襯家              | Módēng chèn jiā / Mo1dang1 can3 gaa1 | It Takes Two to Mingle |                                                      |                        |

| Годы | Оригинальное название                   | Транскрипция                                                                                    | Английское название                                                  | Русское название       | Роль                         |
| ---- | --------------------------------------- | ----------------------------------------------------------------------------------------------- | -------------------------------------------------------------------- | ---------------------- | ---------------------------- |
| 1991 | 雷霆掃穴                                | Leoi4ting4 sou jyut6                                                                            | Red Shield                                                           | Красный щит            | Хуэй                         |
| 1992 | 嘩！英雄                                | Waa! Jing1hung4                                                                                 | What a Hero!                                                         | Ну и герой!            | полицейский Чун Ён           |
| 1992 | 花貨                                    | Faa1 fo3                                                                                        | The Unleaded Love                                                    |                        | Чун                          |
| 1992 | 八大毒梟                                | Bā dài dú xiāo / Baat3 daai6 duk6 hiu1                                                          | Hong Kong Criminal Archives: Eight Drug Dealers / Eight Drug Dealers | Восемь драг-дилеров    |                              |
| 1992 | 飛哥正傳                                | Fei1 go1 zeng3 cyun4                                                                            | Slice of Life                                                        |                        |                              |
| 1992 | 招財進寶                                | Ziu1 coi4 zeon3 bou2                                                                            | The Lucky Family                                                     |                        |                              |
| 1992 | 鐳射劇場之賭神秘笈                      | leoi4 se6 kek6 coeng4 zi1 dou2 san bei3 kap1                                                    | Laser Drama: To Be a Gamble King                                     |                        |                              |
| 1993 | 香港奇案之超級強姦 / 赤裸羔羊二性追緝令 | Hoeng1gong2 gei1 on3 zi1 ciu1 kap1 goeng6 gaan1 / Cek3 lo2 gou1joeng4 ji6 sing3 zeoi1 cap1 ling | Raped By An Angel / Naked Killer 2III                                | Изнасилованная ангелом | Дик (Cantonese)              |
| 1994 | 重案實錄之驚天械劫案                    | Cung ngon3 sat6 luk6 zi1 ging1 tin1 haai6 gip3 ngon3                                            | Shoot To KillIII                                                     |                        | Лу Сиань                     |
| 1994 | 弒兄奇案                                | Si3hing1 gei5 ngon3                                                                             | Born InnocentIII                                                     |                        |                              |
| 1994 | 傷城記                                  | shāng chéng jì                                                                                  | Wounded Tracks                                                       |                        |                              |
| 1995 | 特警急先鋒                              | Dak6 ging2 gap1 sin fung1                                                                       | Asian ConnectionII                                                   |                        | Фэй Чикён / Rocky Sly/Casper |
| 1995 | 重案實錄污點証人                        | Cung on3 sat6 luk6 wu1 dim2 zing3 jan4                                                          | InformerIII                                                          |                        |                              |

| Годы | Оригинальное название         | Транскрипция                                         | Английское название                                | Русское название                              | Роль                         |
| ---- | ----------------------------- | ---------------------------------------------------- | -------------------------------------------------- | --------------------------------------------- | ---------------------------- |
| 1996 | 阿金                          | Aa Gam1                                              | Ah Kam / The Stuntwoman / Story of a StuntwomanIIA | А Кам / История женщины-каскадёра             | Фат Вань / Whacko            |
| 1996 | 夜之女                        | Yè zhī nǚ / Je6 zi1 neoi                             | Moonlight Sonata                                   | Соната лунного света                          |                              |
| 1998 | 賭俠1999 / 出手不凡           | Dou2 haap6 1999 / Ceot1 sau2 bat1 faan4              | The Conman                                         | Катала                                        | «Тощий Дракон» Фа Куатлун    |
| 1999 | 強姦終極篇之最後羔羊          | Koenggaan1 zung1 gik6 pin1 zi1 zeoi3 hau6 gou1joeng4 | Raped By An Angel 4: The Rapist’s UnionIII         | Изнасилованная ангелом 4                      | Моу Дакфай                   |
| 1999 | 娛樂之王 / 整古大亨           | Jyu4lok6 zi1 wong                                    | The Lord of Amusement                              | Повелитель удовольствий                       | Ён Чиньва                    |
| 1999 | 黑道風雲之收數王              | Haak1 dou fung wan4 zi1 sau1 sou wong                | The King of Debt Collecting Agent/AgencyIIB        | Король долговых коллекторов                   | Чань Сай                     |
| 1999 | 千王之王2000                  | Сin1 wong zi1 wong                                   | The Tricky MasterIIB                               | Мастер уловок                                 | Тоу Лэйфунь                  |
| 1999 | 黑馬王子                      | Haak1 maa5 wongzi2                                   | Prince CharmingIIB                                 | Прекрасный принц / букв. Принц на чёрном коне | Tart                         |
| 1999 | 賭俠大戰拉斯維加斯 / 賭城擒兇 | Dou2 haap6 daai6 zin3 Laa1si1 Wai4gaasi1             | The Conmen in VegasIIB                             | Каталы в Лас-Вегасе                           | «Тощий Дракон» Фа Куатлун    |
| 1999 | 化骨龍與千年蟲                | Faa3 gwat1 lung4 jyu cin1 nin4 cung4                 | He Is My Enemy, Partner and Father-in-lawIIB       |                                               | Си Фатлун / «Сталлоне»       |
| 2000 | 救薑刑警                      | Gau3 goeng1 jing4 ging2                              | Clean My Name, Mr. Coroner!IIB                     | Очисти моё имя, коронер!                      | Там Юньфай / Фред Чун        |
| 2000 | 緣份有Take 2                  | Jyun4 fan6 jau, Take 2                               | Love CorrectionIIB                                 | '                                             | N-сань («Бог N») / Энсон Чун |
| 2000 | 流氓師表                      | Lau4 maang4 si1 biu2                                 | The Teacher Without ChalkIIB                       | Учитель без мела                              | Чун Ин                       |
| 2000 | 中華賭俠                      | Zung faa1 dou2 haap6                                 | Conman in Tokyo                                    | Катала в Токио                                | Джесси (Цзэ Си) (Cantonese)  |
| 2000 | 決戰紫禁之巔                  | Kyut3 zin3 zi2 gam zi1 din1                          | The Duel                                           | Дуэль                                         | Лун Кау / «Девятый Дракон»   |
| 2000 | 賭聖3無名小子                 | Dou2 sing3 3 Mou4 Ming4 siu2 zi2                     | My Name Is Nobody / All for the winner 3IIB        | Меня зовут Никто                              | «Никто» / «Безымянный»       |

| Годы | Оригинальное название | Транскрипция                            | Английское название       | Русское название                                        | Роль                 |
| ---- | --------------------- | --------------------------------------- | ------------------------- | ------------------------------------------------------- | -------------------- |
| 2001 | 完美情人              | Jyun4 mei5 cing4 jan4                   | Every Dog Has His DateIIB | Каждой собаке нужна пара / букв. Идеальный возлюбленный | Кин Фай              |
| 2001 | 走投有路              | Zau2 tau4 jau lou6                      | RunawayIIB                | Беглец                                                  | Dan (Cantonese)      |
| 2001 | 殺手假期              | Saai3 sau2 gaagei1                      | Day OffIIB                |                                                         | Лок                  |
| 2002 | 賭俠2002              | Dou2 haap6 2002                         | Conman 2002               | Катала-2002                                             | Лэё Касин / Доммер   |
| 2002 | 二人三足              | Ji6 jan4 saam zeoi3                     | Time 4 HopeI              | Пора надежд / букв. Вдвоём на трёх ногах                | сценарист Юэнь Кайчи |
| 2002 | 風流家族              | Fung lau4 gaa1zuk6                      | Happy FamilyIIB           | Счастливое семейство                                    | Хань Сан             |
| 2003 | 六度心寒              | Liù dù xīn hán / Luk6 dok6 sam1 hon4    | ShiverIIB                 | Дрожь                                                   | акушер Коу Чхюнь     |
| 2003 | 防曬                  | Fáng shài                               | Sunbathe                  |                                                         |                      |
| 2003 | 賭俠之人定勝天        | Dou2 haap6 zi1 jan4 ding6 sing tin1     | Fate FighterIIA           | Воин судьбы                                             | Ло «Четыре Таэля»    |
| 2004 | 這個女友真爆炸        | Zhè gè nǚ yǒu zhēn bàozhà               | Love Is Love              |                                                         | Цзя Цзямин           |
| 2004 | 大事件                | Dài shìjiàn / Daai6 si6gin6             | Breaking News             | Горячие новости                                         | Инспектор Чун Чихан  |
| 2005 | 黑社會 / 龍城歲月     | Haak1 se5 wui / Lung4 seng4 seoi3 jyut6 | ElectionIII               | Выборы (букв. «Чёрное Общество»)                        | Джет                 |

| Годы | Оригинальное название | Транскрипция                                                                | Английское название                                                                                       | Русское название                                      | Роль                 |
| ---- | --------------------- | --------------------------------------------------------------------------- | --- | ----------------------------------------------------- | -------------------- |
| 2006 | 黑社會以和為貴        | Haak1 se5 wui: Ji5 wo wai gwai3                                             | Election 2 / Election 2: Harmony Is a Virtue (liter. Black Society: Value Peace Most) / Triad ElectionIII | Выборы 2                                              | Джет                 |
| 2006 | 黑白道                | Haak1 baak6 dou                                                             | On the Edge                                                                                               | На грани (букв. "Путь чёрного и белого ")             | Дань Хойсан          |
| 2006 | 放‧逐                 | Fang. Zhu / Fong3. Zuk6                                                     | Exiled | Отверженные                                           | Во                   |
| 2006 | 提防老千 / 罪有應得   | Tífáng lǎo qiān / Zui you ying de Tai4fong4 lou5 cin1 / Zeoi6 jau jing dak1 | Wise Guys Never Die                                                                                       | Умники не умирают (букв. «Осторожные старятся долго») | Ник Вон              |
| 2007 | 寄生人                | Gei3 saang1 jan4                                                            | Sweet Revenge                                                                                             | Сладкая месть                                         | Чун Чиучунь          |
| 2007 | 出埃及記              | Ceot1 aai1gap6 gei3                                                         | ExodusIIB                                                                                                 | Исход (букв. «Помни исход из Египта»)                 | Куань Пинмань        |
| 2008 | 我老婆係賭聖          | Ngo5 lou5po4 hai6 dou2 sing3                                                | My Wife Is a Gambling MaestroIIB                                                                          | Моя жена — карточный шулер                            | Джей Чау             |
| 2008 | 保持通話              | Bǎochí tōng huà / Bou2ci4 tung1 waa                                         | ConnectedIIB                                                                                              | На связи                                              | Ю Чаньфай / PC 2004  |
| 2008 | 証人                  | Zhèng rén / Zing3 jan4                                                      | Beast Stalker / WitnessIIB                                                                                | Охота на зверя                                        | Хун Кин              |
| 2009 | 紅河 / 綻碩           |                                                                             | Red River                                                                                                 | Красная река                                          | А Ся                 |
| 2009 | 旺角監獄              | Wong6 Gok3 gaam juk6                                                        | To Live and Die in MongkokIIB                                                                             | Жить и умереть в Монгкоке / букв. Тюрьма Монгкока     | Фай                  |
| 2010 | 通緝犯                | Tung1 cap1 faan6                                                            | Tung Chap Faan                                                                                            |                                                       |                      |
| 2010 | 綫人 / 証人2之 線人   | Sin3jan4                                                                    | The Stool Pigeon / Beast Stalker 2: Informant                                                             | Стукач                                                | инспектор Ли Чхондун |

| Годы | Оригинальное название | Транскрипция                      | Английское название                                     | Русское название                              | Роль            |
| ---- | --------------------- | --------------------------------- | ------------------------------------------------------- | --------------------------------------------- | --------------- |
| 2011 | 財神客棧              | Coi4 San4 Haak3 Zaan2             | Treasure Inn / God of Fortune Inn                       | Таверна сокровищ                              | Лоу Ба          |
| 2011 | 建黨偉業 / 建黨大業   | Jiàn Dǎng Wěi Yè                  | Founding of a Party / Beginning of the Great RevivalIIA | Создание партии / Начало великого возрождения | Лян Цичао       |
| 2011 | 天馬行兇 / 天馬行凶   | Tin1 maa5 hang hung1              | Smile for Me / 72 Heroes                                | 72 героя                                      |                 |
| 2011 | 我愛香港 / 開心萬歲   | Wǒ ài Xiānggǎng / Kāi xīn wàn suì | I Love Hong Kong                                        | букв. Я люблю Гонконг                         |                 |
| 2012 | 大追捕                | Daai6 zeoi1 bou6                  | Nightfall                                               | Наступление ночи / букв. Большая охота        | Юджин Вон Юньён |
| 2012 | 同謀                  | Tung4 mau4                        | Conspirators                                            | Конспираторы                                  |                 |

### Телесериалы
| Годы | Оригинальное название     | Транскрипция                             | Английское название                       | Русское название               | Роль          |
| ---- | ------------------------- | ---------------------------------------- | ----------------------------------------- | ------------------------------ | ------------- |
| 1990 | 赤子雄風                  | Cik3 zi2 hung4 fung                      | No Way Out                                | Выхода нет                     | Чун Кинь      |
| 1991 | 勝者為王                  | Sing ze wai wong                         | Who is the Winner                         | Кто в выигрыше                 |               |
| 1991 | 自尊無上                  | Zi6 zyun mou4 soeng                      | Pride Knows No Love                       |                                |               |
| 1992 | 龍在江湖 / 李小龍傳       | Lung4 zoi6 gong1 wu4 / Lǐ Xiǎolóng chuán | Spirit of the Dragon / Story of Bruce Lee | Дух Дракона / История Брюса Ли | Тон Фат       |
| 1992 | 勝者為王II天下無敵        | Sing ze wai wong II: Tin1 haa mou4 dik6  | Who is the Winner II                      | Кто в выигрыше II              | Лау Качхой    |
| 1993 | 九命奇冤梁天来            | Gau2 ming6 gei1 jyun1 loeng4 tin1 loi4   | The Brutal Trial                          |                                | Лён Тиньлой   |
| 1993 | 銀狐                      | Ngan wu4                                 | Silver Tycoon / Silver Fox                | Серебряный Лис                 | Иу Кукъянь    |
| 1993 | 馬場風雲                  | Maa5 coeng4 fung wan4                    | Race-Course Fever                         | Ипподромная горячка            | Ма Кунькуань  |
| 1993 | 賭神秘笈 / 賭神秘笈之賭魔 | Dou2 San bit1 kap1 zi1 dou2 mo1          | Gambler’s Dream                           | Секреты Бога Игры: Магия игры  |               |
| 1993 | 勝者為王Ⅲ王者之戰         | Sing ze wai wong III: Wong ze2 zi1 zin3  | War of the Couple                         | Кто в выигрыше III             |               |
| 1994 | 洪熙官                    | Hung4 hei1 gun1                          | The Kungfu Master                         |                                | Фон Сайюк     |
| 1994 | 鳳凰傳說                  | Fung6 wong4 cyun4 seoi3                  | Beauty Pageant                            |                                | Куок Кхаймань |
| 1995 | 有房出租之安魂曲          | Jau fong ceot1zou1 zi1 Ngon1 wan4 kuk1   | House of Horror: Siren Song               | Съёмный дом: Песнь духов       |               |

| Годы | Оригинальное название | Транскрипция                                 | Английское название                       | Русское название                      | Роль                                  |
| ---- | --------------------- | -------------------------------------------- | ----------------------------------------- | ------------------------------------- | ------------------------------------- |
| 1997 | 迷離檔案              | Mai4 lei dong on3                            | Mystery Files                             |                                       | Сиу Чёкнам                            |
| 1997 | 美味天王              | Mei5mei6 Tin1 Wong                           | A Recipe for the Heart                    |                                       | А Фай (пригл. звезда)                 |
| 1997 | 真命天師              | Zan1 ming6 tin1 si1                          | Triumph Over Evil                         |                                       | Чун Яньтинь                           |
| 1998 | 天地豪情              | Tin1dei6 hou4cing4                           | Secret of the Heart                       |                                       | Кам Лёнван / Кельвин                  |
| 1998 | 妙手仁心              | Miu6sau2 jan4 sam1                           | Healing Hands                             | Руки исцеляющие                       | Чун Чхонъип / Питер                   |
| 1998 | 外父唔怕做            | Ngoi6 fu ng4 paa3 zou6                       | Moments of Endearment                     | Моменты нежности                      | Чань Яучхун                           |
| 1999 | 騙中傳奇              | Pin3 zung cyun gei1                          | Game of Deceit                            |                                       | Ю Чунчин                              |
| 1999 | 衝上人間              | Cung soeng jan gaan                          | A Smiling Ghost Story                     |                                       | Фон Чилун                             |
| 2000 | 金裝四大才子          | Gam Jong Sei Dai Choi Ji                     | The Legendary Four Aces                   | Легендарные Мастера                   | Тан Боху                              |
| 2001 | 天空下的缘分          | Tin1 hung haa di jyun4 fan                   | The One I Love / Sky Lover                |                                       |                                       |
| 2001 | 勇探實錄              | Jung taam sat6 luk6                          | Law Enforcers                             | На страже закона                      | Чау Кавин                             |
| 2003 | 十萬噸情緣            | Sap6 maan6 deon cing4 jyun4                  | Ups and Downs in the Sea of Love          |                                       | Тинь Вайсань / «Чёрный Вихрь» Джейсон |
| 2004 | 醉無敵                | Zeoi3 mou4 dik6                              | Drunken Kungfu                            | Пьяное кунгфу                         |                                       |
| 2004 | 天涯俠醫              | Tin1 ngaai4 haap6 ji1                        | The Last Breakthrough                     | букв. Целитель-странник на краю небес | врач Вон Фуфань / Альберт             |
| 2005 | 新醉打金枝            | Xīn zuì dǎ jīn zhī                           | Taming of the Shrew / Princess Sheng Ping |                                       | Чжан Ай                               |
| 2007 | 同事三分親 / 嫲辣甜孫 | Tung4si6 saamfan can / maa4 laat6 tim4 syun1 | Best Selling Secrets                      |                                       | покупатель (камео)                    |

Сериалы других телекомпаний 

## Основные номинации и награды
(без учёта менее значимых типа «персона Yahoo! Search»)

### Кинематографические
Hong Kong Film Awards (Гонконг)
- 1999 (18-я церемония награждения) — Номинация в категории «Лучшая мужская роль второго плана» (The Conman, 2006)[14][15]
- 2007 (26-я церемония награждения) — Номинация в категории «Лучшая мужская роль второго плана» («Выборы 2», 2006)[14][16]
- 2008 (27-я церемония награждения) — Номинация в категории «Лучшая мужская роль второго плана» (Exodus, 2007)[17]
- 2009 (28-я церемония награждения) — Премия в категории «Лучшая мужская роль» («Охота на зверя»[англ.], 2008)[14][18]
- 2011 (30-я церемония награждения) — Номинация в категории «Лучшая мужская роль» («Стукач»[англ.], 2010)[14][19]

Golden Bauhinia Awards (Гонконг)
- 2001 (6-я церемония награждения) — Номинация в категории «Лучшая мужская роль второго плана» («Очисти моё имя, коронер!», 2000)
- 2006 (11-я церемония награждения) — Номинация в категории «Лучшая мужская роль второго плана» («Выборы», 2005)
- 2007 (12-я церемония награждения) — Номинация в категории «Лучшая мужская роль второго плана» («Исход», 2007)

Призы журнала по исполнительским искусствам Mingbao
- 2007 — Премия в категории «Наиболее выдающийся актёр»
- 2009 — Премия в категории «Наиболее выдающийся актёр»

Hong Kong Film Critics Society Awards (Гонконг)
- 2007 (13-я церемония награждения) — Номинация в категории «Лучшая мужская роль» («На грани», 2006)
- 2009 (15-я церемония награждения) — Премия в категории «Лучшая мужская роль» («Охота на зверя»)[14]

3-я церемония награждения Asian Film Awards (Гонконг, 2009)
- Номинация в категории «Лучшая мужская роль второго плана» («Охота на зверя»)[14]

8-я церемония награждения Chinese Film Media Awards от газеты Southern Metropolis Daily (2008)
- Номинация в категории «Лучшая мужская роль второго плана» («Исход»)

53-й Азиатско-тихоокеанский кинофестиваль (Тайвань, 2009)
- Премия в категории «Лучшая мужская роль» («Охота на зверя»)

13-й Пучхонский международный фестиваль фантастического кино (Пучхон, Южная Корея, 2009)
- Поощрительная премия/«специальное упоминание» («Охота на зверя»)[14][20]

46-й Тайбэйский кинофестиваль Golden Horse (Тайбэй, Тайвань, 2009)
- Премия в категории «Лучшая мужская роль» — разделена между Ником Чуном (за фильм «Охота на зверя») и Хуан Бо («Корова», 2009)[14][21].

10-й Чанчуньский кинофестиваль (Чанчунь, КНР, 2010)
- Премия в категории «Лучшая мужская роль» — разделена между Ником Чуном (за фильм «Стукач», 2010) и Ван Сюэци («Телохранители и убийцы», 2009)

### Телевизионные
Премии TVB Anniversary Awards (гонконгский аналог премии «Эмми»)
- 1998 — премия в категории Best On-Screen Improvement Award (Dramas) (螢幕大躍進獎(戲劇組)) за роль в сериале Secret of the Heart.
- 2000 — одна из премий категории «Любимый персонаж» (我最喜愛的電視角色) за роль Тан Боху в сериале The Legendary Four Aces[22].

8-я церемония награждения Astro Wah Lai Toi Drama Awards малайзийского телеканала Astro Wah Lai Toi
- Одна из премий категории «Любимый персонаж» за роль врача Вон Фуфаня в сериале The Last Breakthrough.

### Радиовещательные
- 2009 — премия интернет-радио uChannel «Персона года»